# Leenderheide (Eindhoven)
De Leenderheide is een buurt in het stadsdeel Stratum in de stad Eindhoven, in de Nederlandse provincie Noord-Brabant. Op 1 januari 2023 telde de buurt 0 inwoners, verdeeld over 0 woningen, op een oppervlakte van 1,32 km².
De buurt behoort tot de wijk Putten, waartoe de volgende buurten behoren:
- Poeijers
- Burghplan
- Sintenbuurt (Bonifaciuslaan)
- Tivoli
- Gijzenrooi
- Nieuwe Erven
- Kruidenbuurt
- Schuttersbosch
- Leenderheide
- Riel

De Leenderheide is een natuurgebied van de Leenderbos en Groote Heide. Het natuurgebied staat ook wel bekend als Stratumse Heide.
De heide ligt naast de snelweg en heeft de naam gegeven aan Knooppunt Leenderheide.